# 2398 Jilin
A 2398 Jilin (ideiglenes jelöléssel 1965 UD2) a Naprendszer kisbolygóövében található aszteroida. Bíbor-hegyi Obszervatórium fedezte fel 1965. október 24-én.